# Acacia kalachariensis
Acacia kalachariensis é uma espécie de leguminosa do gênero Acacia, pertencente à família Fabaceae.